# Réserve naturelle de Minsmere
La réserve naturelle de Minsmer (en anglais Minsmere nature reserve) est une réserve naturelle britannique, propriété de la Royal Society for the Protection of Birds, qui en assure également la gestion depuis 1947. Le site se trouve à Minsmere dans le comté de Suffolk et couvre une superficie de 1 000 hectares. Il abrite des zones de roselière, de lande de plaine, de pelouse, de prairie humide, de forêt claire et de plage de galets. Le site fait partie du Suffolk Coast and Heaths ainsi que du Area of Outstanding Natural Beauty (AONB) mais aussi du Suffolk Heritage Coast area. La réserve de Minsmer est classée site d'intérêt scientifique particulier, zone spéciale de conservation et zone de protection spéciale. Elle est également protégée par la convention de Ramsar.
Grâce au contrôle et à l'amélioration de l'écosystème des zones humides, des bruyères et des prairies, la réserve naturelle sert principalement de site de conservation des oiseaux, en particulier les espèces nicheurs comme le butor étoilé, l'œdicnème criard, le busard des roseaux, l'engoulevent d'Europe et le rossignol philomèle. En outre, la richesse de la biodiversité du site favorise l'épanouissement d'une grande variété d'animaux et de plantes.
Avant de devenir une réserve naturelle, la région abritait une ancienne abbaye et une batterie d'artillerie. Au XIXe siècle, les marais sont convertis en champs agricoles avant d'être à nouveau inondés durant la seconde Guerre mondiale, en prévision d'une éventuelle invasion des Nazis.
La réserve possède un centre d'accueil, huit observatoires d'oiseaux et un vaste réseau de sentiers. L'entrée est gratuite pour les membres de la RSPB. Parmi les menaces qui pèsent sur la réserve, il y a les inondations et la salinisation — provoquées par la montée du niveau de la mer —, l'érosion côtière, mais aussi une perturbation du niveau d'eau causée par la construction d'un nouveau réacteur à Sizewell.